# أندريه أنطوان
أندريه أنطوان (بالفرنسية: André Antoine) (و. 1858 – 1943 م) هو ممثل، ومخرج مسرحي، ومخرج أفلام، وممثل مسرحي فرنسي، ولد في ليموج، توفي عن عمر يناهز 85 عاماً.

## التعليم
تعلم في مدرسة كوندرست.

## وصلات خارجية
- أندريه أنطوان على موقع IMDb (الإنجليزية)
- أندريه أنطوان على موقع الموسوعة البريطانية (الإنجليزية)
- أندريه أنطوان على موقع ألو سيني (الفرنسية)
- أندريه أنطوان على موقع أول موفي (الإنجليزية)
- أندريه أنطوان على موقع قاعدة بيانات برودواي على الإنترنت (الإنجليزية)
- أندريه أنطوان على موقع قاعدة بيانات الأفلام السويدية (السويدية)
- أندريه أنطوان على موقع قاعدة بيانات الفيلم (الإنجليزية)
- أندريه أنطوان على موقع كينوبويسك (الروسية)